# William Montgomery McGovern
William Montgomery McGovern (28 septembre 1897 – 12 décembre 1964) est un aventurier américain, professeur de l'Université Northwestern, anthropologue et journaliste. Il fut peut-être une source d'inspiration pour le personnage d'Indiana Jones,.
La vie de McGovern a probablement été plus incroyable encore que celle du personnage qu'il a inspiré. À l'âge de 30 ans, il avait déjà exploré l'Amazonie et bravé certaines régions inexplorées de l'Himalaya, survécu à la révolution au Mexique, étudié à Oxford et à la Sorbonne, et était devenu moine bouddhiste dans un monastère japonais. Il devint un professeur, correspondant de guerre et stratège militaire adulé.
Il voyagea au Tibet en 1922 et réalisa un film.

## Jeunesse
McGovern est né à Manhattan, New York, le 28 septembre 1897, de l'union de Janet Blair (née Montgomery) et de Félix Daniel McGovern, officier de l'armée. Le magazine Time raconte qu'il commença à voyager dès l'âge de 6 semaines, se rendant au Mexique avec sa mère « simplement pour voir une révolution ».
Son éducation se fit en Asie. McGovern obtint le titre de soro, ou docteur en théologie, au temple bouddhiste de Nishi-Hongan-ji à Kyoto, au Japon, à l'âge de 20 ans, avant d'aller étudier à la Sorbonne à Paris et à l'Université Humboldt de Berlin. Il obtint un doctorat au Christ Church College d'Oxford en 1922, payant ses études en donnant des cours de chinois à l'université de Londres.

## Exploration
Peu après avoir obtenu son diplôme, il se lança dans sa première grande expédition, dans les montagnes reculées du Tibet. Dans son livre To Lhasa in disguise, McGovern écrit avoir été obligé de s'introduire dans le pays déguisé en porteur. En 1938, Time rapporte :

« Avec quelques aides tibétains, il franchit des cols sauvages et enneigés de l'Himalaya. Là-bas dans le froid, il se tint debout nu pendant qu'un de ses compagnons couvrait son corps de boue et versait du jus de citron sur ses yeux bleus pour les assombrir. Ainsi déguisé en coolie, il arriva dans la Cité Interdite sans être découvert, mais dévoila son identité à des fonctionnaires locaux. Une foule de fanatiques, menée par des moines bouddhistes, vint jeter des pierres sur sa maison. Bill McGovern se glissa dehors par la porte de derrière et rejoint la foule pour jeter des pierres. Les autorités le mirent en sûreté, avant de le renvoyer en Inde avec une escorte. »

À Lhassa, en 1923, on lui ordonne de se rendre dans les bureaux du Kashag, au Jokang, où il rencontre le premier ministre, le Lonchen, et deux ministres, Ngapo Shapé et Parkang Dzasak, Tsarong s'étant esquivé. Le Lonchen informa McGovern que l'Assemblée nationale tibétaine s'opposait à son voyage et que le gouvernement de l'Inde britannique et le major Bailey demandaient son renvoi à Darjeeling. À l'insistance du Longchen pour connaître le but de son voyage, McGovern répondit que son unique but était d'étudier le bouddhisme, pensant qu'il ne comprendrait pas « l'intérêt d'une mission anthropologique ». Deux jours plus tard, le 26 février, il rencontra secrètement le 13e dalaï-lama.
À cette expédition, s'ajoute, quelques années plus tard, une expédition au Pérou et en Amazonie, inspirant un nouveau livre, Jungle Paths and Inca Ruins.

## Enseignement
À 30 ans, McGovern devint conservateur adjoint au département d'anthropologie du Field Museum of Natural History de Chicago. Deux ans plus tard, il fut nommé professeur de science politique à Northwestern, position qu'il occupa jusqu'à sa mort.

## Famille
Mcgovern épousa Margaret Montgomery, sa cousine au second degré, dont il eut quatre enfants, trois filles et un fils.
Il est le grand-père de l'actrice Elizabeth McGovern.
McGovern succombe des suites d'une longue maladie à Evanston, à 67 ans.